# زاوية الاسترخاء

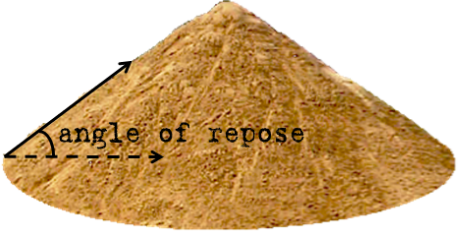
زاوية الإسترخاء أو الرد

زاوية الإسترخاء أو الزاوية الحرجة للإسترخاء للمادة الحبيبية هي أشد زاوية نزول أو تراجع بالنسبة للمستوى الأفقي الذي يمكن أن تتكدس فيه المادة دون التراجع. في هذه الزاوية والمواد على وجه المنحدر على وشك الانزلاق ويمكن أن تتراوح زاوية الإعادة من 0 ° إلى 90 درجة. التشكل من المواد يؤثر على زاوية الإسترخاء على نحو سلس وحبوب الرمل مدورة لا يمكن مكدسة كما حاد كما يمكن الخام والرمال المتشابكة ويمكن أيضا أن تتأثر زاوية الإسترخاء من الإضافات من المذيبات وإذا كانت كمية صغيرة من المياه قادرة على سد الثغرات بين الجسيمات والجاذبية كهربية من المياه إلى الأسطح المعدنية وزيادة زاوية الإسترخاء والكميات ذات الصلة مثل قوة التربة.
عندما سكب المواد الحبيبية السائبة على سطح أفقي وسوف تشكل كومة مخروطية. وتعرف الزاوية الداخلية بين سطح الكومة والسطح الأفقي بزاوية الإسترخاء وتتصل بالكثافة ومساحة السطح وأشكال الجسيمات ومعامل الاحتكاك للمادة. والمواد مع زاوية منخفضة من أشكال تشكل أكوام من المواد مع زاوية عالية من الإسترخاء.
المصطلح له استخدام ذات صلة في الميكانيكا، حيث يشير إلى الزاوية القصوى التي يمكن للكيان أن يستريح على مستوى يميل دون انزلاق إلى أسفل. هذه الزاوية تساوي الدوال المثلثية العكسية معامل الاحتكاك ثابت μs بين السطوح.

## تطبيقات النظرية

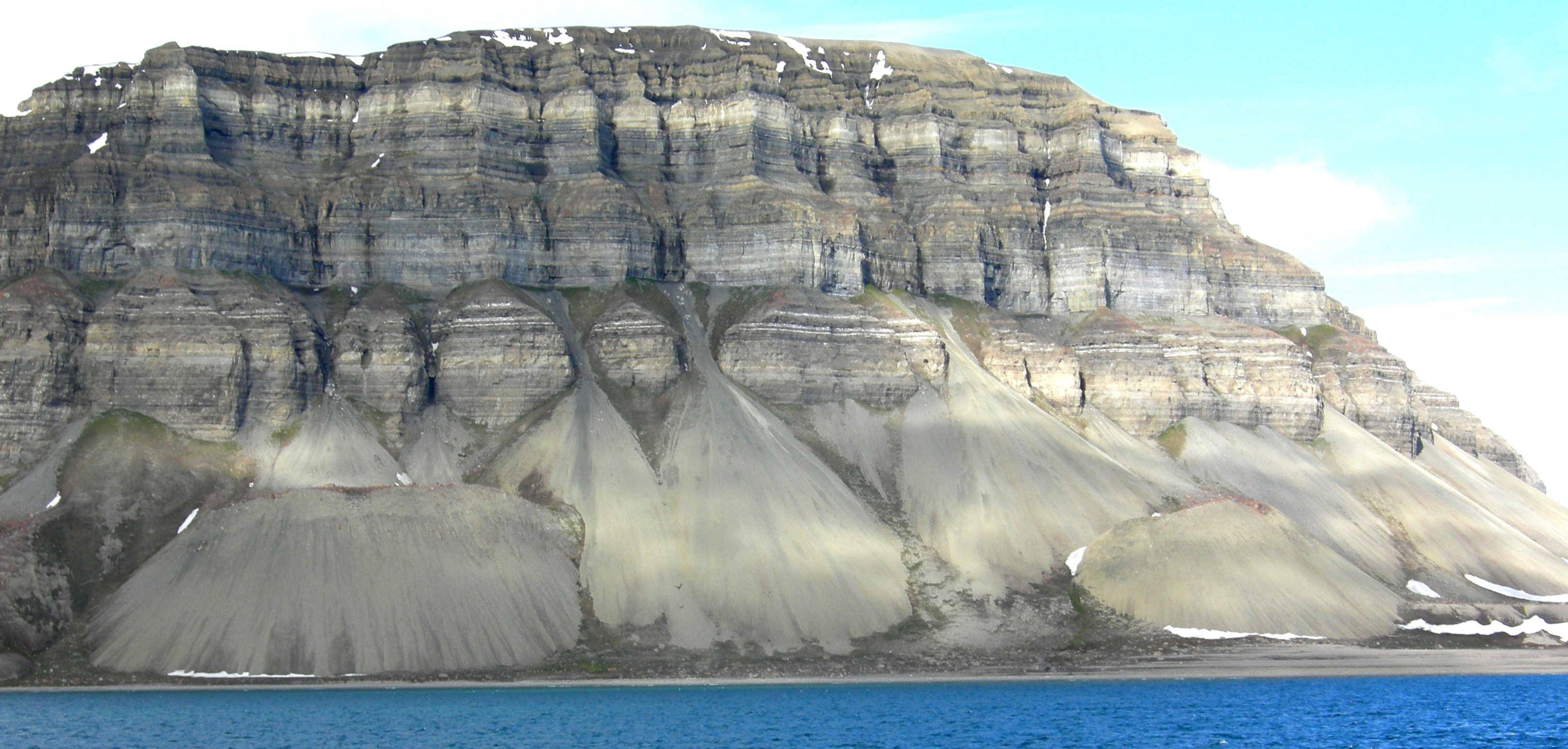
منحدر المخروط على شاطئ الشمال إسفجورد والتي تبين زاوية الإسترخاء للرواسب الخشنة

وتستخدم زاوية الإسترخاء أحيانا في تصميم المعدات اللازمة لمعالجة المواد الصلبة الجسيمية وعلى سبيل المثال يمكن استخدامه لتصميم هوبر أو صومعة مناسبة لتخزين المواد، أو لحزام حزام ناقل لنقل المواد ويمكن أيضا أن تستخدم في تحديد ما إذا كان من المرجح أن ينحدر (من مخزون أو بنك الحصى غير مضغوط على سبيل المثال)؛ يتم اشتقاق منحدر الكاحل من زاوية الإسترخاء ويمثل الانحدار الأكثر حدة كومة من المواد الحبيبية سوف تتخذ. وهذه الزاوية من الإسترخاء هي أيضا حاسمة في حساب الاستقرار في الأوعية بشكل صحيح.
كما أنها تستخدم عادة من قبل المتسلقين كعامل في تحليل خطر الانهيار في المناطق الجبلية.[بحاجة لمصدر]

## القياسات
هناك العديد من الطرق لقياس زاوية من الإسترخاء ولكل تنتج نتائج مختلفة قليلا. النتائج هي أيضا حساسة لمنهجية الدقيق المجرب ونتيجة لذلك فإن البيانات من مختبرات مختلفة ليست دائما قابلة للمقارنة والطريقة واحدة هي اختبار القص ثلاثي المحوري وآخر هو اختبار القص المباشر.
وإذا كان معامل الاحتكاك الساكن معروفا من مادة ما يمكن عندئذ إجراء تقريب جيد لزاوية الإعادة بالوظيفة التالية وهذه الدالة دقيقة إلى حد ما للأكوام حيث الكائنات الفردية في كومة صغيرة ومكدسة في ترتيب عشوائي.
{\displaystyle \tan {(\theta )}\approx \mu _{\mathrm {s} }\,}
حيث μs هو معامل الاحتكاك الساكن و θ هي زاوية الإسترخاء.

## الاستغلال من قبل ليث عفرين ويرقات اليرمليون

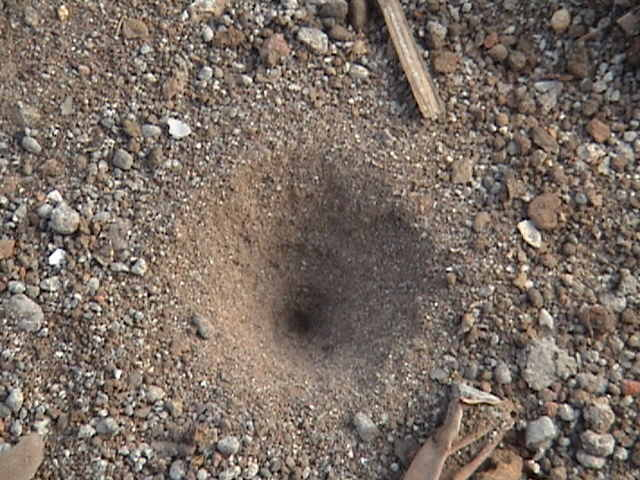
حفرة الرمل بسبب ليث عفرين

اليرقات من ليث عفرين والورمليونات غير ذات الصلة فيرميليونيداي فخ الحشرات الصغيرة مثل النمل عن طريق حفر الحفر المخروطية في الرمال بكثرة بحيث يكون المنحدر من الجدران هو على نحو فعال في زاوية حرجة من الرد على الرمال وأنها تحقق هذا عن طريق قذف الرمال فضفاضة من الحفرة والسماح للرمال لتسوية في زاوية حرجة من الإسترخاء كما أنه يسقط وهكذا عندما حشرة صغيرة وعادة النمل والأخطاء في الحفرة ووزنه يؤدي إلى انهيار الرمال أدناه ورسم الضحية نحو المركز حيث المفترس الذي حفر حفرة يكمن في الانتظار تحت طبقة رقيقة من الرمال بكثرة واليرقة تساعد هذه العملية عن طريق عبها الرمال بقوة من مركز الحفرة عندما يكشف عن اضطراب وهذا يقوض الجدران حفرة ويسبب لهم الانهيار نحو المركز. والرمل الذي يرقى يرقات أيضا يفرز الفريسة مع الكثير منه المواد المتداول لمنعها من الحصول على أي موطئ قدم على المنحدرات أسهل أن الانهيار الأولي للمنحدر قدمت التأثير المشترك هو جلب الفريسة وصولا إلى داخل فهم اليرقة والتي يمكن بعد ذلك حقن السم والسوائل الهضمية.

## طرق تحديد زاوية الإسترخاء
يمكن أن تختلف زاوية قياس الإسترخاء مع الطريقة المستخدمة.

### طريقة إمالة مربع
هذه الطريقة مناسبة للحبيبات الناعمة وغير متماسكة ومع حجم الجسيمات الفردية أقل من 10 ملم. يتم وضع المواد داخل مربع مع الجانب شفافة لمراقبة المواد اختبار الحبيبية. يجب أن يكون في البداية مستوى وموازية لقاعدة مربع. يميل المربع ببطء حتى تبدأ المادة في الانزلاق بكميات كبيرة ويتم قياس زاوية الميل.

### طريقة قمع ثابتة
يتم سكب المواد من خلال قمع لتشكيل مخروط.و يجب أن يكون طرف القمع بالقرب من المخروط المتنامي ويثار ببطء مع نمو كومة، للتقليل من تأثير الجسيمات السقوط وقف صب المواد عندما يصل كومة ارتفاع محدد سلفا أو قاعدة عرض محدد سلفا. بدلا من محاولة قياس زاوية مخروط الناتجة مباشرة، تقسيم الارتفاع بمقدار نصف عرض قاعدة مخروط والمعاكس العكسي لهذه النسبة هو زاوية الإسترخاء.

### الاسطوانة الدوارة
يتم وضع المواد داخل اسطوانة مع واحد على الأقل وجه شفاف. ويتم تدوير اسطوانة في سرعة ثابتة والمراقب الساعات المواد تتحرك داخل اسطوانة الدورية. والتأثير مشابه لمشاهدة الملابس تعثر على بعضها البعض في مجفف الملابس ببطء الدورية. فإن المواد الحبيبية تحمل زاوية معينة كما أنه يتدفق داخل اسطوانة الدورية. ويوصى هذا الأسلوب للحصول على زاوية ديناميكية من الإسترخاء ويمكن أن تختلف من زاوية ثابتة من الإسترخاء تقاس بطرق أخرى.

## زاوية من مختلف المواد
وهنا لائحة من المواد المختلفة وزاوية من الإسترخاء. جميع القياسات تقريبية.
| المواد (الحالة)          | زاوية الإسترخاء (بالدرجات) |
| ------------------------ | -------------------------- |
| رماد                     | 40°                        |
| الأسفلت (سحق)            | 30–45°                     |
| اللحاء (نفاية الخشب)     | 45°                        |
| نخالة                    | 30–45°                     |
| طباشير                   | 45°                        |
| الطين ( جاف)             | 25–40°                     |
| الطين ( الرطب)           | 15°                        |
| البرسيم                  | 28°                        |
| جوز الهند (تمزيقه)       | 45°                        |
| حبوب البن (طازجة)        | 35–45°                     |
| التربة                   | 30–45°                     |
| الدقيق (الذرة)           | 30–40°                     |
| الدقيق (القمح)           | 45°                        |
| الجرانيت                 | 35–40°                     |
| الحصى (الحجر المسحوق)    | 45°                        |
| الحصى (الطبيعي / الرمال) | 25–30°                     |
| شراب الشعير              | 30–45°                     |
| الرمال (الجافة)          | 34°                        |
| الرمال (مليئة بالمياه)   | 15–30°                     |
| الرمل (الرطب)            | 45°                        |
| الثلج                    | 38°                        |
| اليوريا (حبيبي)          | 27°                        |
| قمح                      | 27°                        |

## زاوية من الإسترخاء مع دعائم مختلفة
سوف تدعم مختلف أشكال شكل كومة في الرسوم التوضيحية أدناه أكوام الرمال وعلى الرغم من زوايا من تبقى تبقى نفسها.
|  |  |  |  |

| الشكل       | الدعم | زاوية الإسترخاء |
| ----------- | ----- | --------------- |
| مستطيل      |       |                 |
| دائرة       |       |                 |
| مربع        |       |                 |
| مثلث        |       |                 |
| شوكة مزدوجة |       |                 |
| بيضاوى      |       |                 |
| حفرة واحدة  |       |                 |
| حفرة مزدوجة |       |                 |
| حفر متعددة  |       |                 |
| شكل عشوائي  |       |                 |